# Bordón
Bordón es un municipio y localidad española de la provincia de Teruel, en la comunidad autónoma de Aragón. El término municipal, ubicado en la comarca del Maestrazgo, tiene una población de 113 habitantes (INE 2024).

## Geografía
Bordón se encuentra a unos 828 m de altitud, a una distancia de 130 km de la capital provincial, Teruel. 

## Historia
De origen probablemente cartaginés, a finales del siglo XII (hacia 1196) los Templarios lo incorporan a la encomienda de Castellote. Se le concede Carta de Población en 1282.
En 1212 un pastor habría hallado escondida en una carrasca una imagen de la virgen y en el mismo lugar se construye una ermita. Hacia 1306 los templarios deciden edificar una iglesia mayor debido a la gran devoción hacia la Virgen de la Carrasca. Alrededor de la iglesia se fue construyendo el Bordón que se conoce hasta hoy.
Hacia mediados del siglo XIX, el lugar, ya por entonces con ayuntamiento propio, tenía contabilizada una población de 440 habitantes. Aparece descrito en el cuarto volumen del Diccionario geográfico-estadístico-histórico de España y sus posesiones de Ultramar de Pascual Madoz con las siguientes palabras:

BORDON: l. con ayunt. de la prov. de Teruel (16 leg.), part. jud. de Castellote (2), adm. de rent. de Alcañiz (9), aud. terr. y c. g. de Zaragoza (22): sit. á la márg. der. de la rambla de Tronchon, parte en la única llanura que en todo el térm. se encuentra y parte sobre un cerro llamado el Tozal, rodeado por todos lados de montes mas ó menos elevados; mas á pesar de esto le baten con libertad todos los vientos, de tal modo, que lo hacen casi inhabitable en el invierno por la rigidez del frio; el clima es naturalmente saludable, pero sea por motivo de la poca delicadeza con que condimentan los alimentos, ó por otra causa, se desarrollan en ciertas estaciones inflamaciones intestinales, de fatales consecuencias por lo comun. Tiene 110 casas de corta duracion, como construidas de tapias y de menos arte: la mitad de ellas constan de 2 pisos habitables y la otra mitad parecen mas bien grutas que moradas de racionales. Las calles son medianamente anchas, pero mal empedradas y sucias; la plaza de figura cuadrangular con un ángulo romo, tiene 135 pasos de largo y 65 de ancho y de mejor piso que las calles. Hay casa municipal llamada de la Villa, de feo aspecto, malísimo menaje y peor acomodo, otro edificio enteramente arruinado que sirvió en otro tiempo de hospital, sus escasas rent. de 100 rs. anuales se distribuyen por el cura párroco entre los pobres enfermos del pueblo: una escuela de instruccion primaria elemental con 16 á 26 discípulos, el maestro disfruta el sueldo anual de 451 rs. 26 mrs. en metálico y 7 cahices de trigo, con mas 376 rs. 16 mrs. por el órgano; y una igl. parr. fundada por los religiosos templarios en 1212, es de órden gótico y de admirable estructura, especialmente el presbiterio y el coro; consta de una nave de 123 palmos de largo, 40 de ancho y de 67 de alto; es su titular la Virgen Madre de Dios, bajo la advocacion de Ntra. Sra. de la Carrasca, cuya imágen ocupa el centro del altar mayor, es mirada con mucha veneracion por los hab. del pueblo y aun de otros muchas leg. dist., porque piadosamente se cree fué aparecida á un pastorcillo, en el sitio que actualmente se halla el conv., en el hueco de una carrasca de la cual todavia se conservan restos en la sacristia, estimados como muy particular reliquia. Otra imagen no menos milagrosa se venera en esta parr. en un altar particular, y es Ntra. Sra. de la Araña, por ser esta uno de los símbolos que la adornan, adquirida tambien, segun tradicion de los piadosos hab., de un modo no tan portentoso, pero sí mas natural que la primera. La torre es de piedra labrada á pico de albañil; en ella hay un buen reloj. La igl. de Bordon está bendita pero no consagrada. El capítulo ecl. se componia antes de mayor número de individuos; en el dia consta solo del cura párroco, y un capellan que preside la cofradia de Ntra. Sra. de la Carrasca tan antigua como la igl.: el curato es perpetuo y lo proveen la corona ó el ordinario, segun el mes en que ocurre la vacante. Junto al templo se halla el cementerio metido entre el caserio, y por lo tanto poco ventilado y perjudicial á la salud. Confina el térm. N. Santolea (2 horas); E. Todolella (á igual dist.); S. Olocao (tambien 2 horas), y O. Ladruñan (3 horas). Dentro de este radio se encuentran hasta 10 masias con casas habitadas todo el año, edificios mal acomodados, pero con buenos rediles para los ganados, 3 de ellas dist. 1 1/2 hora del pueblo y las restantes 1. Al S. á la dist. de 7 minutos en el llamado Monte Calvario, hay una igl. de la cual no se conservan sino las paredes esteriores: la destruyeron los franceses en el año 1812. En la misma direccion, algo mas inmediata, se encuentra otra capilla dedicada á San Antonio, en la cual se dice misa los dias feriados; á 100 pasos de este sitio sobre un pilar, la efigie de Ntra. Sra. con un globo en la mano que figura al mundo, y á un lado unas letras esculpidas que la antigüedad y las aguas han hecho ininteligibles. A los estremos del pueblo hay 2 fuentes una á 100 pasos S. y otra á 200 O., poco copiosas y no muy sanas, por venir de tierras salitrosas: por esto los vec. se sirven de las de la rambla, aprovechándose aquellas para abrevadero de las bestias y ganados para lavar: otros varios manantiales hay por el térm. de aguas frias ó calientes segun la estacion, pero el mas notable es el llamado fuende del Pinar, dist. 1/4 de hora denominada asi por hallarse en un famoso pinar maderable de 1/2 hora de largo y otra 1/2 de ancho, vedado en todo tiempo, escepto cuando hay mucha abundancia de nieve. El terreno en general es montuoso, por el E. se levanta la muela llamada Todotella, divisoria del reino de Valencia; por el S. á una hora de dist. los montes de los confines de Olocao; por el O. á igual dist. la muela Carrascosa, llamada asi por la mucha prod. de encinas, y por el N. el escarpado monte dicho el Morron, que separa este térm. del de Castellote: estos y los montes denominados las Lomas de Puerto, Humbrias altas, las Joyas, Collados y Pinar, son los principales y mas poblados. Es poco fructuoso; sin embargo, hay bastante cultivo en la partida nombrada el Puerto y en los valles del térm. bajo, con escasez de prados para los ganados: la espresada partida del Puerto y la de los Collados, las Joyas y las Balduviras, son las tierras mas á propósito para granos y vinos. Hay tambien una huerta pequeña pero deliciosa cubierta de moreras, nogales y otros frutales de diferentes especies, entre los que merecen una marcada preferencia, las manzanas que se llevan á Vinaroz donde son muy apreciadas y las peras de las cuales algunas alcanzan el peso de 2 libras. Ocho caminos salen de este térm., uno para Villarluengo, otro para Tronchon, otro para Todolella, otro para el Orcajo, el 5.º para Luco, el 6.º para Cantavieja, el 7.º para Santoléa y el 8.º para Ladruñan. Los correos se reciben el miércoles al mediodia el de Zaragoza, y regresa el viernos y lunes á las 7 de la mañana. Los viernes sale un peaton vecinal al camino de Castellote á recibir la correspondencia de Teruel, y los domingos la baja á la cab. del part. para remitirla á la cap. de la prov. prod.: trigo comun, trigo morcacho, cebada, avena, panizo, judias y otras legumbres, patatas, cáñamo, hortalizas, frutas, seda y ganado lanar. ind.: 2 molinos harineros, telares de lienzos y paños ordinarios. pobl.: 110 vec. 440 alm. cap. imp. 47,814. contr.: 8,914 rs. Rodrigo Mendez Silva, en su pobl. general de España, trae la fundacion de este pueblo en el año 1306, añadiendo que el sitio que ocupa era un espeso bosque de encinas, en una de las cuales apareció la Sma. Virgen á cierto pastor, de lo que avisado el prior de Castillot, poco distante, hallando la imágen levantó una ermita para colocarla, y que resplandeciendo milagrosa, vino á ser visitada de mucha gente, y fué necesario ensanchar el templo y se pobló el contorno.
(Madoz, 1846, pp. 404-405)

## Demografía
Bordón cuenta con una población de 113 habitantes (INE 2024).
| Gráfica de evolución demográfica de Bordón entre 1842 y 2021                                                        |
| |
| Población de derecho según los censos de población del INE Población de hecho según los censos de población del INE |

## Administración y política
| Período   | Alcalde             | Partido |  |
| --------- | ------------------- | ------- |  |
| 1979-1983 | Ricardo Gimeno Obón | UCD     |  |
| 1983-1987 |                     |         |  |
| 1987-1991 |                     |         |  |
| 1991-1995 |                     |         |  |
| 1995-1999 |                     |         |  |
| 1999-2003 |                     |         |  |
| 2003-2007 |                     |         |  |
| 2007-2011 |                     |         |  |
| 2011-2019 | Esther Medina Prats | PAR     |  |
| 2019-2023 | David Falcó         | PP      |  |
| 2023-     | Álvaro Jarque       | PAR     |  |

| Partido político    | Partido político                                   | 2003   | 2007   | 2011   | 2015   | 2019   | 2023   |
| Partido político    | Partido político                                   | Ediles | Ediles | Ediles | Ediles | Ediles | Ediles |
|                     | Partido Aragonés (PAR)                             | 5      | 5      | 4      | 5      | 1      | 3      |
|                     | Partido Popular de Aragón (PP)                     | —      | —      | 1      | —      | 3      | 2      |
|                     | Partido de los Socialistas de Aragón (PSOE-Aragón) | —      | —      | —      | —      | —      | —      |
|                     | Chunta Aragonesista (CHA)                          | —      | —      | —      | —      | —      | —      |
| Total de concejales | Total de concejales                                | 5      | 5      | 5      | 5      | 5      | 5      |

## Patrimonio

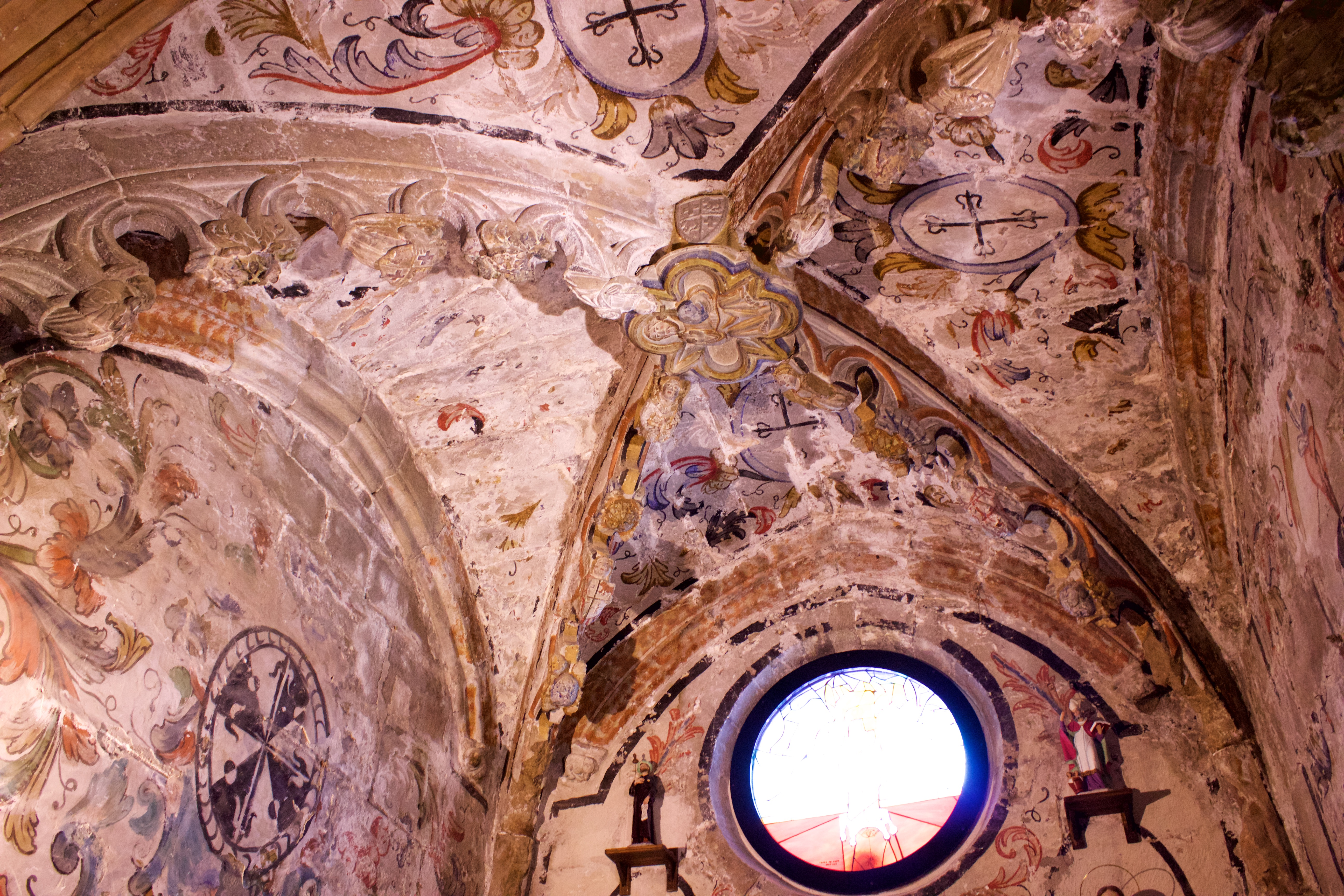
Vista del interior de la iglesia de la Virgen de la Carrasca

Hay en el lugar una iglesia de la Virgen de la Carrasca.

## Fiestas
- 5 de enero "San Antonio"
- Primer lunes de mayo "Procesiones"
- Lunes de Pentecostés "Pascua del Rollo"

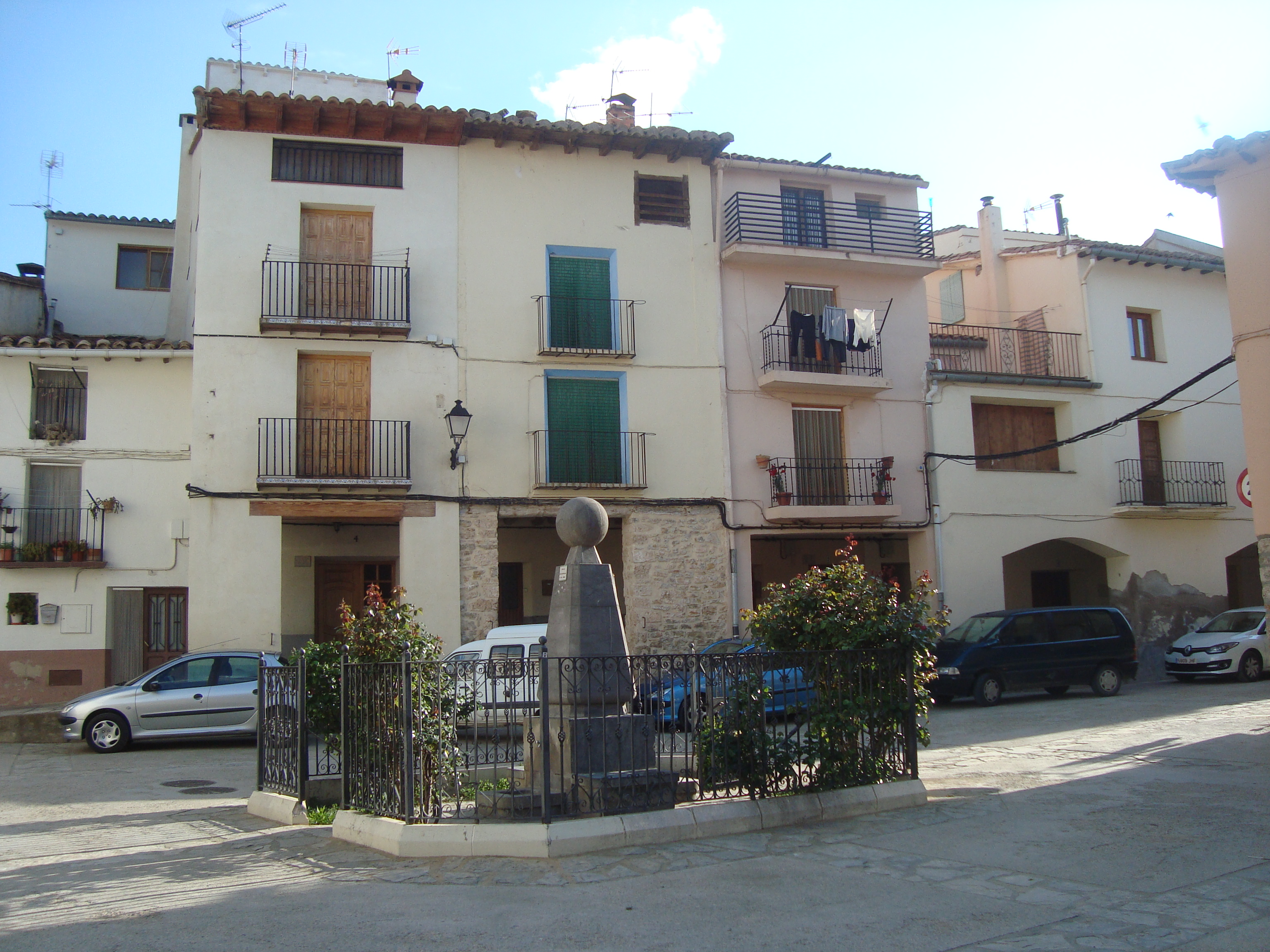
Plaza en Bordón

- Plaza en Bordón15 de agosto "Virgen de la Araña"